# کتاب‌شناسی مرتضی مطهری
کتاب‌شناسی مرتضی مطهری فهرستی از کتاب‌هایی است که توسط مرتضی مطهری نگاشته شده‌ است. مطهری (زادهٔ ۱۳ بهمن ۱۲۹۸ برابر با ۳ فوریه ۱۹۲۰ میلادی در فریمان – ترور شده‌ی ۱۱ اردیبهشت ۱۳۵۸ در تهران) روحانی شیعه، استاد فلسفهٔ اسلامی و کلام اسلامی و تفسیر قرآن، عضو هیئت موتلفه اسلامی و از نظریه‌پردازان نظام جمهوری اسلامی ایران بود. وی قبل از انقلاب سال ۱۳۵۷ استاد دانشکده الهیات دانشگاه تهران بود. بعد از انقلاب به ریاست شورای انقلاب منصوب شد. در ادبیات جمهوری اسلامی ایران از وی با عنوان «معلم شهید» یاد می‌شود. وی از متفکران و نویسندگان برجسته و دارای آثار فراوانی بود.

## سیره معصومین و بزرگان
| ردیف | عنوان                   | جلد     | نوبت چاپ | سال آخرین نوبت چاپ | تعداد صفحه | ناشر          |
| ۱    | داستان راستان           | ۱       | ۸۵       | ۱۳۹۸               | ۲۹۶        | انتشارات صدرا |
| ۱    | داستان راستان           | ۲       | ۷۲       | ۱۳۹۸               | ۲۸۰        | انتشارات صدرا |
| ۲    | جاذبه و دافعه علی       | تک جلدی | ۱۰۵      | ۱۳۹۸               | ۱۶۸        | انتشارات صدرا |
| ۳    | سیری در نهج‌البلاغه      | تک جلدی | ۶۲       | ۱۳۹۸               | ۳۱۰        | انتشارات صدرا |
| ۴    | حماسه حسینی             | ۱       | ۹۲       | ۱۳۹۸               | ۱۱۶        | انتشارات صدرا |
| ۴    | حماسه حسینی             | ۲       | ۷۱       | ۱۳۹۸               | ۳۰۸        | انتشارات صدرا |
| ۵    | سیری در سیره ائمه اطهار | تک جلدی | ۶۱       | ۱۳۹۸               | ۲۷۲        | انتشارات صدرا |
| ۶    | سیری در سیره نبوی       | تک جلدی | ۷۱       | ۱۳۹۸               | ۲۷۲        | انتشارات صدرا |

## اخلاق، تربیت و عرفان
| ردیف | عنوان                                      | جلد     | نوبت چاپ | سال آخرین نوبت چاپ | تعداد صفحه | ناشر          |
| ۱    | عرفان حافظ                                 | تک جلدی | ۳۶       | ۱۳۹۸               | ۱۶۰        | انتشارات صدرا |
| ۲    | آزادی معنوی                                | تک جلدی | ۶۸       | ۱۳۹۸               | ۲۷۲        | انتشارات صدرا |
| ۳    | تعلیم و تربیت در اسلام                     | تک جلدی | ۸۹       | ۱۳۹۸               | ۳۰۴        | انتشارات صدرا |
| ۴    | ده گفتار                                   | تک جلدی | ۴۶       | ۱۳۹۸               | ۳۳۲        | انتشارات صدرا |
| ۵    | فلسفه اخلاق                                | تک جلدی | ۴۲       | ۱۳۹۸               | ۲۵۶        | انتشارات صدرا |
| ۶    | انسان کامل                                 | تک جلدی | ۶۲       | ۱۳۹۸               | ۳۳۲        | انتشارات صدرا |
| ۷    | انسان‌شناسی قرآن                            | تک جلدی | ۵        | ۱۳۹۸               | ۲۹۶        | انتشارات صدرا |
| ۸    | گفتارهایی در اخلاق اسلامی                  | تک جلدی | ۹        | ۱۳۹۸               | ۱۶۰        | انتشارات صدرا |
| ۹    | حکمت‌ها و اندرزها                           | ۱       | ۴۵       | ۱۳۹۸               | ۲۶۴        | انتشارات صدرا |
| ۹    | حکمت‌ها و اندرزها                           | ۲       | ۱۵       | ۱۳۹۸               | ۲۱۶        | انتشارات صدرا |
| ۱۰   | فطرت و تربیت                               | تک جلدی | ۱        | ۱۳۹۸               | ۱۲۰        | انتشارات صدرا |
| ۱۱   | بیست گفتار                                 | تک جلدی | ۴۵       | ۱۳۹۸               | ۲۸۰        | انتشارات صدرا |
| ۱۲   | کلیات علوم اسلامی (کلام، عرفان، حکمت عملی) | ۲       | ۴۲       | ۱۳۹۸               | ۲۲۸        | انتشارات صدرا |

## اجتماعی و سیاسی
| ردیف | عنوان                                       | جلد     | نوبت چاپ | سال آخرین نوبت چاپ | تعداد صفحه | ناشر          |
| ۱    | آینده انقلاب اسلامی ایران                   | تک جلدی | ۴۳       | ۱۳۹۸               | ۳۳۶        | انتشارات صدرا |
| ۲    | بردگی در اسلام                              | تک جلدی | ۲        | ۱۳۹۸               | ۱۴۰        | انتشارات صدرا |
| ۳    | احیای تفکر اسلامی                           | تک جلدی | ۴۵       | ۱۳۹۸               | ۱۰۸        | انتشارات صدرا |
| ۴    | جهاد اسلامی                                 | تک جلدی | ۱        | ۱۳۹۸               | ۱۵۶        | انتشارات صدرا |
| ۵    | پنج مقاله                                   | تک جلدی | ۱۵       | ۱۳۹۸               | ۱۲۰        | انتشارات صدرا |
| ۶    | قیام و انقلاب مهدی                          | تک جلدی | ۵۲       | ۱۳۹۸               | ۱۲۰        | انتشارات صدرا |
| ۷    | بررسی اجمالی نهضتهای اسلامی در صد ساله اخیر | تک جلدی | ۵۰       | ۱۳۹۸               | ۱۱۶        | انتشارات صدرا |
| ۸    | مقدمه ای بر حکومت اسلامی                    | تک جلدی | ۱        | ۱۳۹۸               | ۱۲۶        | انتشارات صدرا |
| ۹    | شش مقاله                                    | تک جلدی | ۲۴       | ۱۳۹۸               | ۲۸۰        | انتشارات صدرا |
| ۱۰   | بیست گفتار                                  | تک جلدی | ۴۵       | ۱۳۹۸               | ۲۸۰        | انتشارات صدرا |
| ۱۱   | پانزده گفتار                                | تک جلدی | ۲۵       | ۱۳۹۸               | ۳۴۴        | انتشارات صدرا |
| ۱۲   | حج                                          | تک جلدی | ۱۱       | ۱۳۹۸               | ۱۴۴        | انتشارات صدرا |
| ۱۳   | جامعه و تاریخ در قرآن                       | تک جلدی | ۱        | ۱۳۹۸               | ۲۷۷        | انتشارات صدرا |
| ۱۴   | انقلاب اسلامی از دیدگاه فلسفه تاریخ         | تک جلدی | ۱        | ۱۳۹۸               | ؟          | انتشارات صدرا |
| ۱۵   | گفتگوی چهارجانبه                            | تک جلدی | ۱۲       | ۱۳۹۸               | ۵۶         | انتشارات صدرا |
| ۱۶   | اسلام و مسئله ملیت                          | تک جلدی | ۱        | ۱۳۹۸               | ۱۴۴        | انتشارات صدرا |

## اصول عقاید
| ردیف | عنوان                                                 | جلد     | نوبت چاپ | سال آخرین نوبت چاپ | تعداد صفحه | ناشر          |
| ۱    | عدل الهی                                              | تک جلدی | ۴۷       | ۱۳۹۸               | ۳۳۶        | انتشارات صدرا |
| ۲    | انسان و ایمان                                         | تک جلدی | ۵۵       | ۱۳۹۸               | ۸۰         | انتشارات صدرا |
| ۳    | جهان‌بینی توحیدی                                       | تک جلدی | ۴۵       | ۱۳۹۸               | ۱۰۴        | انتشارات صدرا |
| ۴    | جامعه و تاریخ                                         | تک جلدی | ۳۲       | ۱۳۹۸               | ۲۴۸        | انتشارات صدرا |
| ۵    | انسان در قرآن                                         | تک جلدی | ۴۶       | ۱۳۹۸               | ۸۸         | انتشارات صدرا |
| ۶    | وحی و نبوت                                            | تک جلدی | ۳۷       | ۱۳۹۸               | ۱۵۲        | انتشارات صدرا |
| ۷    | زندگی جاوید یا حیات اخروی                             | تک جلدی | ۳۵       | ۱۳۹۸               | ۷۲         | انتشارات صدرا |
| ۸    | ولاءها و ولایت‌ها                                      | تک جلدی | ۳۶       | ۱۳۹۸               | ۱۳۶        | انتشارات صدرا |
| ۹    | پیامبر امی                                            | تک جلدی | ۲۸       | ۱۳۹۸               | ۱۲۰        | انتشارات صدرا |
| ۱۰   | خدا در اندیشه انسان                                   | تک جلدی | ۴        | ۱۳۹۸               | ۱۰۴        | انتشارات صدرا |
| ۱۱   | نبوت                                                  | تک جلدی | ۲۱       | ۱۳۹۸               | ۳۰۴        | انتشارات صدرا |
| ۱۲   | حاشیه‌های استاد مطهری بر آثار دکتر شریعتی (اسلام‌شناسی) | ۱       | ۳        | ۱۳۹۸               | ۱۲۰        | انتشارات صدرا |
| ۱۳   | علل گرایش به مادی‌گری                                  | تک جلدی | ۴۲       | ۱۳۹۸               | ۲۱۶        | انتشارات صدرا |
| ۱۴   | ختم نبوت                                              | تک جلدی | ۲۸       | ۱۳۹۸               | ۱۱۶        | انتشارات صدرا |
| ۱۵   | توحید                                                 | تک جلدی | ۲۷       | ۱۳۹۸               | ۳۲۸        | انتشارات صدرا |
| ۱۶   | هدف زندگی                                             | تک جلدی | ۱۵       | ۱۳۹۸               | ۱۰۸        | انتشارات صدرا |
| ۱۷   | گریز از ایمان و گریز از عمل                           | تک جلدی | ۲        | ۱۳۹۸               | ۱۷۶        | انتشارات صدرا |
| ۱۸   | امامت و رهبری                                         | تک جلدی | ۵۹       | ۱۳۹۸               | ۱۷۲        | انتشارات صدرا |
| ۱۹   | خاتمیت                                                | تک جلدی | ۳۳       | ۱۳۹۸               | ۱۷۴        | انتشارات صدرا |
| ۲۰   | معاد                                                  | تک جلدی | ۲۶       | ۱۳۹۸               | ۲۳۲        | انتشارات صدرا |
| ۲۱   | انسان و سرنوشت                                        | تک جلدی | ۴۸       | ۱۳۹۸               | ۱۳۲        | انتشارات صدرا |
| ۲۲   | خدا در زندگی انسان                                    | تک جلدی | ۵        | ۱۳۹۸               | ۱۱۲        | انتشارات صدرا |
| ۲۳   | کلیات علوم اسلامی (کلام، عرفان، حکمت عملی)            | ۲       | ۴۲       | ۱۳۹۸               | ۲۲۸        | انتشارات صدرا |
| ۲۴   | امدادهای غیبی در زندگی بشر                            | تک جلدی | ۳۳       | ۱۳۹۸               | ۱۸۴        | انتشارات صدرا |
| ۲۵   | نبرد حق و باطل                                        | تک جلدی | ۳۶       | ۱۳۹۸               | ۱۱۲        | انتشارات صدرا |
| ۲۶   | فطرت                                                  | تک جلدی | ۲۹       | ۱۳۹۸               | ۲۷۶        | انتشارات صدرا |
| ۲۷   | فطری بودن دین                                         | تک جلدی | ۱        | ۱۳۹۸               | ۲۰۸        | انتشارات صدرا |

## فلسفه
| ردیف | عنوان                           | جلد     | نوبت چاپ | سال آخرین نوبت چاپ | تعداد صفحه | ناشر          |
| ۱    | شرح منظومه                      | تک جلدی | ۱۹       | ۱۳۹۸               | ۴۰۴        | انتشارات صدرا |
| ۲    | مقالات فلسفی                    | تک جلدی | ۱۶       | ۱۳۹۸               | ۳۲۸        | انتشارات صدرا |
| ۳    | درس‌های اسفار                    | ۱       | ۱۰       | ۱۳۹۸               | ۲۷۲        | انتشارات صدرا |
| ۳    | درس‌های اسفار                    | ۲       | ۹        | ۱۳۹۸               | ۲۷۴        | انتشارات صدرا |
| ۳    | درس‌های اسفار                    | ۳       | ۹        | ۱۳۹۸               | ۳۲۰        | انتشارات صدرا |
| ۳    | درس‌های اسفار                    | ۴       | ۴        | ۱۳۹۸               | ۳۳۶        | انتشارات صدرا |
| ۳    | درس‌های اسفار                    | ۵       | ۵        | ۱۳۹۸               | ۳۶۴        | انتشارات صدرا |
| ۳    | درس‌های اسفار                    | ۶       | ۴        | ۱۳۹۸               | ۲۶۰        | انتشارات صدرا |
| ۴    | نقدی بر مارکسیسم                | تک جلدی | ۹        | ۱۳۹۸               | ۴۴۰        | انتشارات صدرا |
| ۵    | اصول فلسفه و روش رئالیسم        | ۱       | ۲۱       | ۱۳۹۸               | ۲۲۴        | انتشارات صدرا |
| ۵    | اصول فلسفه و روش رئالیسم        | ۲       | ۲۴       | ۱۳۹۸               | ۲۳۶        | انتشارات صدرا |
| ۵    | اصول فلسفه و روش رئالیسم        | ۳       | ۲۴       | ۱۳۹۸               | ۲۷۶        | انتشارات صدرا |
| ۵    | اصول فلسفه و روش رئالیسم        | ۴       | ۲۰       | ۱۳۹۸               | ۱۶۸        | انتشارات صدرا |
| ۵    | اصول فلسفه و روش رئالیسم        | ۵       | ۲۰       | ۱۳۹۸               | ۲۲۴        | انتشارات صدرا |
| ۶    | کلیات علوم اسلامی (منطق، فلسفه) | ۱       | ۶۵       | ۱۳۹۸               | ۲۰۴        | انتشارات صدرا |
| ۷    | شناخت از نظر قرآن               | تک جلدی | ۱        | ۱۳۹۸               | ۱۹۵        | انتشارات صدرا |

## فقه و حقوق
| ردیف | عنوان                                       | جلد     | نوبت چاپ | سال آخرین نوبت چاپ | تعداد صفحه | ناشر          |
| ۱    | مسئله حجاب                                  | تک جلدی | ۱۱۵      | ۱۳۹۸               | ۲۵۲        | انتشارات صدرا |
| ۲    | پاسخ‌های استاد به نقدهایی بر کتاب مسئله حجاب | تک جلدی | ۲۷       | ۱۳۹۸               | ۹۲         | انتشارات صدرا |
| ۳    | نظام حقوق زن در اسلام                       | تک جلدی | ۷۲       | ۱۳۹۸               | ۳۶۸        | انتشارات صدرا |
| ۴    | اخلاق جنسی در اسلام و جهان غرب              | تک جلدی | ۳۸       | ۱۳۹۸               | ۱۰۸        | انتشارات صدرا |
| ۵    | کلیات علوم اسلامی (اصول فقه، فقه)           | ۳       | ۴۴       | ۱۳۹۸               | ۱۵۲        | انتشارات صدرا |
| ۶    | جهاد اسلامی                                 | تک جلدی | ۱        | ۱۳۹۸               | ۱۵۶        | انتشارات صدرا |
| ۷    | زن و مسائل قضایی و سیاسی                    | تک جلدی | ۴        | ۱۳۹۸               | ۱۲۱        | انتشارات صدرا |
| ۸    | اسلام و نیازهای زمان                        | ۱       | ۴۱       | ۱۳۹۸               | ۲۷۲        | انتشارات صدرا |
| ۹    | اسلام و نیازهای زمان                        | ۲       | ۳۱       | ۱۳۹۸               | ۱۸۴        | انتشارات صدرا |

## تاریخ
| ردیف | عنوان                                              | جلد     | نوبت چاپ | سال آخرین نوبت چاپ | تعداد صفحه | ناشر          |
| ۱    | خدمات متقابل اسلام و ایران                         | تک جلدی | ۵۵       | ۱۳۹۸               | ۶۱۲        | انتشارات صدرا |
| ۲    | فلسفه تاریخ                                        | ۱       | ۲۴       | ۱۳۹۸               | ۲۹۲        | انتشارات صدرا |
| ۲    | فلسفه تاریخ                                        | ۲       | ۴        | ۱۳۹۸               | ۲۴۴        | انتشارات صدرا |
| ۲    | فلسفه تاریخ                                        | ۳       | ۹        | ۱۳۹۸               | ۳۶۰        | انتشارات صدرا |
| ۲    | فلسفه تاریخ                                        | ۴       | ۹        | ۱۳۹۸               | ۳۵۲        | انتشارات صدرا |
| ۳    | نبرد حق و باطل                                     | تک جلدی | ۳۶       | ۱۳۹۸               | ۱۱۲        | انتشارات صدرا |
| ۴    | انقلاب اسلامی از دیدگاه فلسفه تاریخ                | تک جلدی | ۱        | ۱۳۹۸               | ؟          | انتشارات صدرا |
| ۵    | قیام و انقلاب مهدی                                 | تک جلدی | ۵۲       | ۱۳۹۸               | ۱۲۰        | انتشارات صدرا |
| ۶    | انحطاط و ترقی تمدن‌ها «از نظر قرآن و منطق دیالکتیک» | تک جلدی | ۱        | ۱۳۹۸               | ؟          | انتشارات صدرا |

## اقتصاد
| ردیف | عنوان                                | جلد     | نوبت چاپ | سال آخرین نوبت چاپ | تعداد صفحه | ناشر          |
| ۱    | مسئله ربا و بانک به ضمیمه مسئله بیمه | تک جلدی | ۲۴       | ۱۳۹۸               | ۱۹۲        | انتشارات صدرا |
| ۲    | نظری به نظام اقتصادی اسلام           | تک جلدی | ۲۲       | ۱۳۹۸               | ۲۴۴        | انتشارات صدرا |

## تفسیر
- آشنایی با قرآن (۱۴ جلد). انتشاراتِ صدرا.